# Wczesny antygen raka prostaty
Wczesny antygen raka prostaty 2, EPCA-2 (od ang. early prostate cancer antigen 2) – białko występujące u osób chorych na raka gruczołu krokowego. Podwyższenie jego poziomu jest bardziej czułym i swoistym wskaźnikiem tego nowotworu niż poziom PSA.
Obecność tego białka została stwierdzona już przed kilku laty, jednak potrafiono oznaczyć je tylko w badaniach bioptatów gruczołu krokowego. Jego obecność wykazywano przez barwienie. Niedawno opracowano metody wykrywania tego białka w surowicy krwi. W kwietniu 2007 ukazało się (w czasopiśmie Urology) pierwsze doniesienie o obserwacji grupy 330 pacjentów, wśród których badanie EPCA-2 pozwoliło z 90% czułością wytypować osoby z rakiem prostaty. W przypadku gdy rak ten szerzy się poza gruczoł, czułość wzrasta do 98%. Ujemny wynik testu z czułością 97% wyklucza obecność nowotworu.
W Stanach Zjednoczonych rozpoczęto procedury zmierzające do zaaprobowania tej metody diagnostycznej przez Agencję Żywności i Leków. Z uwagi na większą jej czułość w porównaniu z oznaczaniem PSA, którego poziom może wzrastać także przy zmianach zapalnych gruczołu krokowego, umożliwi ona lepszą selekcję chorych, u których konieczne jest wykonanie biopsji stercza.